# Made in Heaven (Lied)
Made in Heaven ist die dritte Single, die Freddie Mercury aufgenommen hat, und seine vierte Veröffentlichung als Solokünstler, welche auf seinem einzigen Soloalbum Mr. Bad Guy erstveröffentlicht wurde.

## Veröffentlichung und Erfolge
Ursprünglich auf Mercurys erstem Soloalbum Mr. Bad Guy enthalten, wurde der Song verändert und zusammen mit „She Blows Hot and Cold“ als 45er-Single veröffentlicht, die auf der Plattenhülle als „A Brand New Track“ beschrieben wurde. Die Single erreichte Platz 57 in den britischen Singles Charts.
Nach Mercurys Tod wurde der Titel des Liedes zum Namensgeber für das 1995er Album Made in Heaven von Queen. Der Song wurde zusammen mit „I Was Born to Love You“ für die Neuaufnahme des Albums ausgewählt, wobei der frühere Gesang mit einem neu aufgenommenen Instrumentalstück gemischt wurde.

## Besetzung
Originalversion
- Freddie Mercury – Hauptgesang, Klavier, Synthesizer
- Fred Mandel – Klavier, Synthesizer, Gitarre
- Paul Vincent – Leadgitarre
- Curt Cress – Schlagzeug
- Stephan Wissnet – Bassgitarre, Fairlight CMI
- Reinhold Mack – Fairlight CMI

Queen Version
- Freddie Mercury – Hauptgesang, Klavier, Keyboards
- Brian May – E-Gitarre, Slide-Gitarre
- Roger Taylor – Schlagzeug, Percussion
- John Deacon – Bassgitarre

## Musikvideo
Das Video zum Song wurde von David Mallet gedreht, der bereits an der Produktion des Musikvideos zu „I Was Born to Love You“ sowie an fünf Queen-Clips beteiligt war. In einem Lagerhaus im Norden Londons wurde ein Nachbau des Royal Opera House errichtet (da die normalen Studios nicht hoch genug gedeckt waren), in dem Mercury Szenen aus Strawinskijs „The Rite of Spring“ und Dantes „Inferno“ nachstellen wollte. Das bemerkenswerteste Element ist wahrscheinlich der 67 Fuß hohe rotierende Globus, auf dem der Sänger im letzten Teil des Videoclips steht. Das Outfit, das Mercury in diesem Musikvideo trägt, ist dem Outfit im Musikvideo zur Queen-Single „Radio Ga Ga“ sehr ähnlich. Mallet und Mercury nutzten den Film Ernst sein ist alles von 1952 als Inspiration für das Set.